# Marmara Ereğli (district)
Marmaraereğlisi is een Turks district in de provincie Tekirdağ en telt 16.970 inwoners (2007). Het district heeft een oppervlakte van 196,9 km².
De bevolkingsontwikkeling van het district is weergegeven in onderstaande tabel.
| 1997   | 2000   | 2007   |
| ------ | ------ | ------ |
| 14.897 | 19.955 | 16.970 |